# Horn (Lautsprecher)

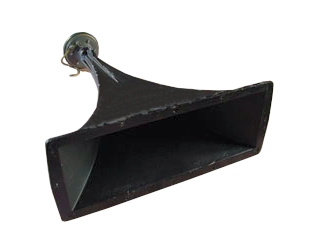
Horn-Mitteltöner aus einem Heim-Audiosystem von Klipsch. Die Breite der vorderen Schallöffnung beträgt ca. 46 cm.

Funktionsweise eines Hornlautsprechers

Mit Horn (umgangssprachlich auch "Trichterlautsprecher") bezeichnet man in der Beschallungstechnik eine Gattung von Lautsprechern, bei der ein oder mehrere Treiber über einen genau definierten, im Querschnitt ständig zunehmenden Schallkanal an die Umgebung angekoppelt sind. Ziel ist, die Wellenimpedanz des Lautsprechers an die Schallkennimpedanz der umgebenden Luft anzupassen.

## Begriffe
Um die in diesem Artikel benutzten Begriffe klar voneinander trennen zu können, wird folgende Nomenklatur benutzt:
- Treiber ist das eigentliche Lautsprecherchassis, welches in die Boxenkonstruktion eingebaut wird.
- Horn ist der Schallkanal von der Halsöffnung (am Treiber) bis zur Mundöffnung (zur Außenwelt). Geometrisch und akustisch wird das Horn durch seine Kontur, d. h. durch den Verlauf der Querschnittsfläche über die Hornlänge, bestimmt.
- Hornhals ist die kleinere Endfläche des Hornes, an die direkt oder mittels eines Phasenkorrekturkörpers der Treiber montiert wird.
- Hornmund ist die größere Endfläche des Hornes, die die akustische Leistung an die Umgebung abgibt.
- Raumwinkel ist von dem Aufstellungsort des Lautsprechers abhängig. Es wird unterschieden zwischen völlig freier Aufhängung (4-Pi), Aufstellung auf einer Fläche (2-Pi), Aufstellung auf einer Fläche vor einer Wand (Pi) und Aufstellung in einer Ecke (Pi/2).
- Gehäuse ist die Konstruktion, in die sowohl Treiber als auch Horn eingebaut werden. Selbstverständlich können Teile des Gehäuses auch Bestandteile des Horns sein. Gelegentlich wird das Gehäuse dazu genutzt, einen Teil der vom Treiber rückseitig in das Gehäuse abgestrahlten akustischen Energie nach außen zu führen. Es entsteht z. B. eine Kombination zwischen Bassreflexbox und Hornlautsprecher. Auf weitere Gehäusebestandteile wie Anschlüsse, Schutzkanten, Transport- bzw. Montagefittings soll hier nicht eingegangen werden.
- Lautsprecher bzw. Box ist schließlich das gesamte Gebilde.

## Grundlagen

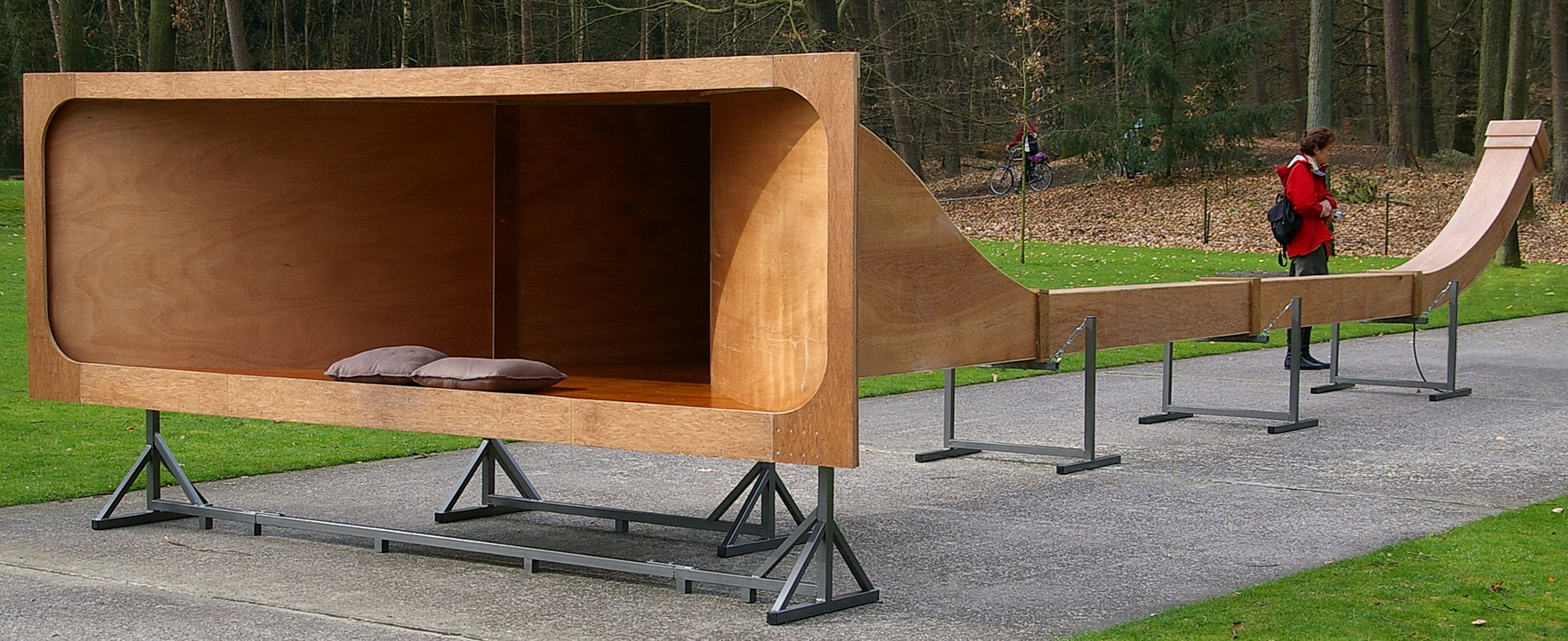
Ein Basshorn als Kunstobjekt

Aufgabe eines Lautsprechers ist es, die ihm zugeführte elektrische Energie möglichst effizient an den ihn umgebenden Raum abzugeben. Dabei werden insbesondere vier Anforderungen gestellt:
- hoher Wirkungsgrad (aus der zugeführten Energie soll eine möglichst hohe Lautstärke erzielt werden, s. a. Wellenimpedanz)
- hohe Wiedergabetreue (der Klang soll möglichst nicht verfälscht werden)
- geringe Baugröße, falls die Lautsprecher transportabel sein sollen. Bei Festeinbauten (z. B. in Theatern, Kinos oder Diskotheken) spielt die Größe keine so entscheidende Rolle mehr.
- möglichst große Bandbreite (Verhältnis von nutzbarer oberer und unterer Frequenz)

Diese vier Anforderungen beeinflussen sich gegenseitig. Die Schwierigkeit bei der Konstruktion eines Hornes besteht darin, zwischen diesen Anforderungen einen möglichst hochwertigen Kompromiss zu finden.
Da in diesem Artikel immer wieder von Frequenzen und den dazugehörigen Wellenlängen die Rede ist, folgen hier einige typische Töne und die dazugehörigen Frequenzen und Wellenlängen (ausgehend von einer Schallgeschwindigkeit von 340 m/s):
- höchster Ton auf dem Klavier: 4.220 Hz bzw. 0,08 m
- Kammerton A: 440 Hz bzw. 0,77 m
- Tiefster Ton auf einer modernen Bassgitarre (tiefes H): 30 Hz bzw. 11,33 m
- tiefster Ton auf dem Klavier: 27,5 Hz bzw. 12,36 m
- Untere Grenze des menschlichen Hörspektrums: 16 Hz bzw. 21,25 m

Ein direktstrahlender Lautsprecher, also ein Lautsprecherchassis, etwa in einer Schallwand, besitzt, wie jeder andere akustische Strahler auch, eine akustische Impedanz, die vor allem von seiner Geometrie (hier vor allem Durchmesser) und von der spezifischen Dichte und Kompressibilität der Umgebungsluft abhängig ist. Steigt die Wellenlänge des zu übertragenden Signals über den Umfang des kreisrunden Strahlers, entsteht eine Fehlanpassung, die den Wirkungsgrad des elektroakustischen Wandlers deutlich mindert. Eine Lösung wäre, den Durchmesser beträchtlich zu erhöhen. Dies scheidet jedoch regelmäßig wegen der Neigung einer sehr großen Lautsprechermembran, phasengedrehte Partialschwingungen zu erzeugen, aus. Zudem sprechen konstruktive Gründe oft dagegen.
Gerade bei großen Beschallungsanlagen ist es erwünscht, die Schallenergie dorthin zu lenken, wo sie benötigt wird; andersherum soll oft vermieden werden, andere Gebiete zu beschallen. Der Schall soll also gerichtet werden. Dies ist am einfachsten möglich, indem der Strahler (gemeint ist immer der aktive Teil eines Lautsprechers, also die phasenrichtig schwingenden Membranteile) eine der größten übertragenen Wellenlänge gleiche oder größere Abmessung besitzt. Bei sehr niedrigen Frequenzen ist dies nur durch die Verwendung einer Schallführung (z. B. eines Hornes) oder durch Lautsprecherarrays möglich.

## Hörner als Schallverstärker

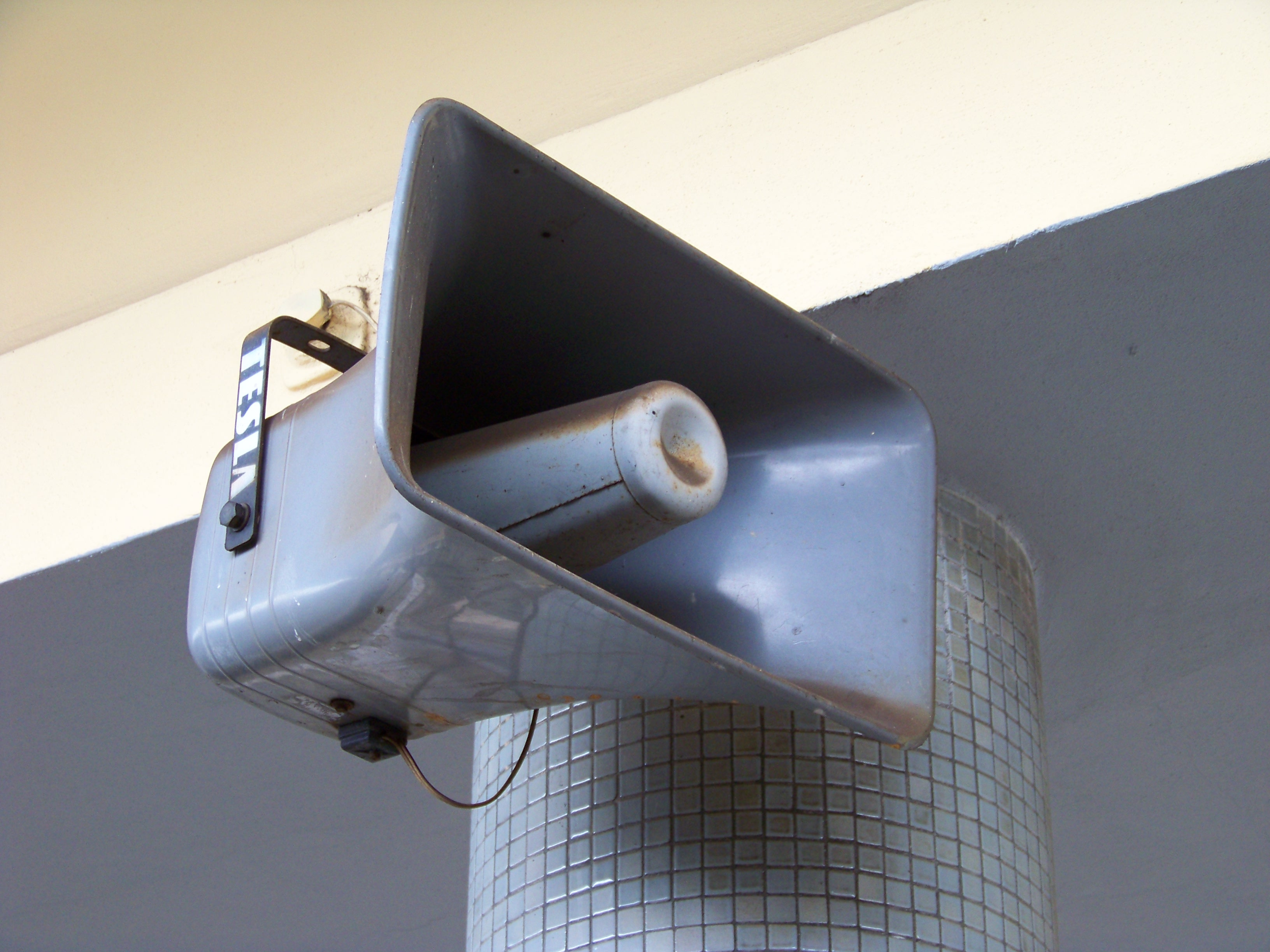
Gefaltete Hornlautsprecher in Beschallungsanlage verwendet

Gefaltete Hornlautsprecher

Kennzeichnend für ein Horn als Schallverstärker ist es, dass bei einer im weitesten Sinne trichterartigen, vom einen bis zum anderen Ende im Durchmesser stets zunehmenden Vorrichtung am kleinen Ende ein Schallerzeuger angebracht wird, dessen Töne vom Horn gebündelt und gerichtet abgestrahlt werden. Dieses Hornprinzip ist keine Erfindung der Neuzeit. Schon in der Antike machte man sich die spezielle Form von Tierhörnern zu Nutze (wie z. B. bei dem im Vorderen Orient verwendeten Schofar), um damit möglichst laute Signale erzeugen zu können. Weitere Beispiele für die Anwendung des Hornprinzips außerhalb der Lautsprechertechnik sind:
- Blechblasinstrumente wie Trompeten, Posaunen, Tuben oder Alphörner
- „Flüstertüten“, die Vorläufer der Megafone, bestehend aus einem trichterförmigen Blechrohr mit einer Einsprechöffnung am kleinen Ende (bekannt z. B. vom Steuermann im Ruderachter, der auf diese Weise seine Kommandos verstärken kann)
- Schalltrichter eines Trichtergrammophons
- Typhon oder Makrofon, eine besonders laute Drucklufthupe

Das Funktionsprinzip eines akustischen Horns ist das eines akustischen Impedanztransformators. Grob vereinfacht könnte man sagen, dass das Horn die Halsfläche (in der Regel die des Treibers) auf die Mundfläche vergrößert. Mit der Flächenzunahme ist eine deutlich bessere Anpassung der akustischen Impedanz des Lautsprechers an die des Umgebungsmediums gegeben, was neben anderen Effekten einen stark verbesserten Wirkungsgrad nach sich zieht. Das Prinzip kann auch umgekehrt angewandt werden:
- Schalltrichter an alten Telefonhörern (Mikrofonseite)
- am Edisonapparat

Grundsätzlich gelten die Betrachtungen des Artikels für sogenannte „frontloaded-Hörner“, bei denen eine Seite der Treibermembran auf das Horn arbeitet (die andere in eine geschlossene Box), also ausschließlich über das Horn Schall abgestrahlt wird.
Im PA- und Musikerbereich oder mit Breitbandtreibern werden jedoch auch „backloaded-Hörner“ gebaut, wo eine Seite der Membran bis in höhere Frequenzbereiche frei abstrahlt. Interferenzen und Laufzeiteffekte zwischen direkt und über das Horn abgestrahlten Schallanteilen führen jedoch zu kaum kalkulierbaren Auslöschungen und Überhöhungen. Im Idealfall belastet das Horn den Treiber im Tieftonbereich derartig, dass die Membrane praktisch keine Basshübe mehr ausführt, ergo direkt auch nicht abstrahlt. (Hochtonanteile werden manchmal durch einen Schwirrkonus abgestrahlt.) Durch einen mechanischen Tiefpass (Vorkammer) wird die Einspeisung von höheren Frequenzanteilen in das Horn gedämpft, wie auch das Horn oft teilweise mit Dämpfungsmaterial gefüllt ist. Auch die Lautsprecherdaten nach Thiele und Small verursachen einen Pegelabfall bei höheren Frequenzen.
Die untere Grenzfrequenz wird durch das Momentum der Öffnungsfunktion (beim Exponentialhorn durch die Hornkonstante) und in ganz wesentlichem Sinne auch durch die Mundöffnungsfläche bestimmt.
Ein den 4-Pi-Raum beschallendes Horn (freie Aufstellung, ohne benachbarte Wände in nennenswertem Abstand) erfordert eine Mundöffnung, deren Umfang der tiefsten zu übertragenden Wellenlänge entspricht. Kleinere Raumwinkel gestatten die Reduktion der Mundöffnung im gleichen Ausmaß, was bei einer Eckaufstellung die erforderliche Mundöffnung auf 1/8 reduziert (wie das Klipschorn eindrucksvoll und erfolgreich demonstriert).
Praktisch realisierte Hörner – insbesondere für den Tieftonbereich – werden allerdings oft mit deutlich zu geringen Mundöffnungen realisiert, was zwar die Baugröße drastisch verringert, aber proportionale Nachteile in der Welligkeit des Frequenzganges und in der drastischen Verschlechterung des Impulsverhaltens nach sich zieht. Viele „Hörner“ entpuppen sich damit nach genauer Betrachtung und Nachrechnung als Transmissionlineboxen – mit allen deren Vor- und Nachteilen. Durch „Stacken“, das heißt Anordnen von gleichen Hörnern mit im Einzelnen zu kleiner Mundöffnung zu Arrays (wie von Großkonzerten bekannt) werden diese Probleme erfolgreich beseitigt, während das modular aufgebaute Horn einfach transportierbar bleibt.
Seriöserweise wird deshalb von der Mundöffnung mit der Konstruktion begonnen; über die Halsfläche und das Momentum der Öffnungsfunktion ergibt sich dann die Länge bzw. das Bauvolumen des gesamten Lautsprechers. D. h. je größer die Halsfläche, durch Vergrößerung der Membranfläche, Einsatz mehrerer Treiber oder Reduktion des Verhältnisses Membranfläche zu Halsöffnung, desto kürzer fällt das Horn aus. Als Extremfall ergibt sich also ein Lautsprecher, dessen Umfang die Wellenlänge der tiefsten zu übertragenden Frequenz hat, die Hornlänge Null.
Deshalb sind Basshörner meist als sogenannte Falthörner gebaut, d. h. die in der Theorie gerade Hornachse wird zugunsten einer optimalen Ausnutzung des (z. B.) quaderförmigen Gehäusevolumens ein- oder mehrfach um 90° bzw. 180° geknickt. Falls keine stehenden Wellen im Gehäuse auftreten, ist auf die Linearität des Frequenzganges keine negative Auswirkung zu befürchten; laut Bruce Edgar wird damit sogar der Klirrfaktor durch Dämpfung der Oberwellen verbessert. Auf die obere Grenzfrequenz ist jedoch ein negativer Einfluss zu erwarten.
Festgestellt werden muss jedoch, dass beim Aufbau großes Augenmerk auf die mechanische Stabilität gelegt wird, da hohe Wechseldrücke (insbesondere bei u. U. gegenphasig beaufschlagten Zwischenwänden eines Falthornes!) die Konstruktion belasten.

## Vorteile
Der Strahlungswiderstand steigt durch das Ankoppeln eines Horns an einen Treiber frequenzmäßig früher an, als wenn derselbe Treiber frei strahlte. Allerdings ist der Endwert der Strahlungsimpedanz in beiden Fällen gleich und hängt nur vom Membrandurchmesser des Treibers ab. Im Falle der (hochfrequenten) vollständigen Anpassung des Treibers ergibt sich durch das Vorsetzen eines Horns also kein größerer Wirkungsgrad. Umgekehrt gedacht ergibt Hornbetrieb jenseits der Anpassungsfrequenz des freien Treibers keinen Sinn. Dies begrenzt bei gegebenem Membrandurchmesser die sinnvoll nutzbare obere Frequenz des Horns.
Trotzdem haben viele Hörner einen überlegenen Wirkungsgrad, der alle anderen Konzepte mehr als deutlich übertrifft (geschlossene Box: 0,1 bis 2 %, Horn bis 50 %). Bestimmte Verstärkerprinzipien mit geringem Wirkungsgrad oder geringer Leistungsabgabe (z. B. Class-A-Verstärker, auch mit Elektronenröhren) können nur mit Hornlautsprechern sinnvoll betrieben werden.
Bei breitbandigem Hornbetrieb (über ca. eine Dekade) ist dieser Gewinn aber nur möglich, indem wesentlich effizientere Treiber verwendet werden, als es bei Freistrahlern üblich ist. Dies ist einerseits möglich, weil beim Horn die Treibermembran sehr viel stärker belastet wird und deshalb weitaus weniger weit ausgelenkt wird. Der Luftspalt kann somit mit sehr kleiner Oberfläche ausgeführt werden, das Magnetfeld ist somit hochkonzentriert. Dies allein reicht aber nicht aus, sondern es kommen andererseits beim typischen Horntreiber auch statt der Ferrite hochwertigere Alnico oder Neodym-Magnete zum Einsatz. Der typische Horntreiber erreicht damit bei freier Anpassung Kennschalldrücke von 100 dB und mehr. So gesehen dient das Horn nur dazu, die Anpassungsgrenze weiter nach unten zu schieben, so dass über einen weiten unteren Frequenzbereich angepasst gearbeitet wird. Umgekehrt wird ein durchschnittlicher Treiber mit Horn enttäuschen, ein hoher Wirkungsgrad wird sich nur schmalbandig weit unterhalb der freien Anpassung erreichen lassen (näselnde Charakteristik), versucht man breitbandige Abstrahlung zu erzielen, so wird der Wirkungsgrad nahe den Freistrahlwerten liegen.
Durch die geringere Auslenkung der Treibermembran bewirkt das Hornsystem geringere nichtlineare Verzerrungen und was schwerer wiegt, wesentlich geringere Intermodulationsverzerrungen.
Ihre systembedingte Richtwirkung spielt vor allem dort eine entscheidende Rolle, wo Schall gezielt adressiert werden soll (long throw) und/oder wo bestimmte Flächen nicht oder nur gering beschallt werden sollen. Bei der professionellen Beschallung großer Flächen (Stadien) oder Volumina (Säle) sind Hornlautsprecher unverzichtbar.

## Nachteile

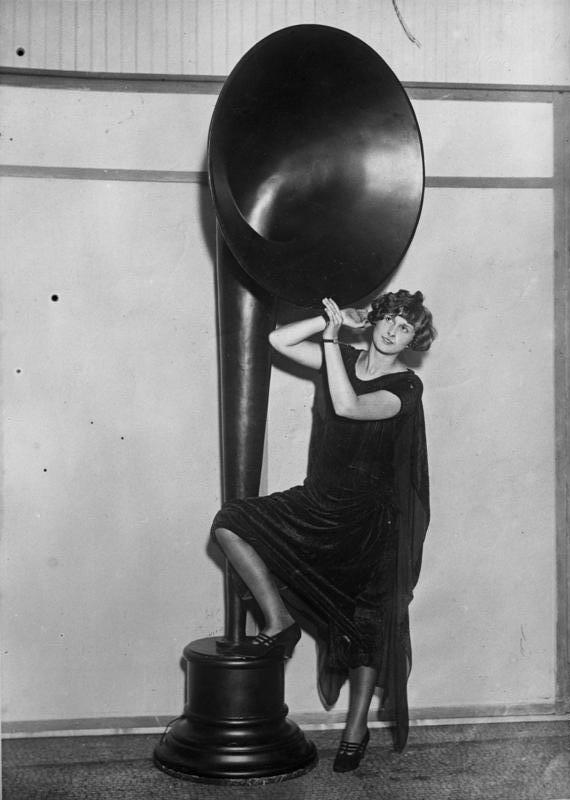
Hornlautsprecher, Berliner Funkausstellung 1929

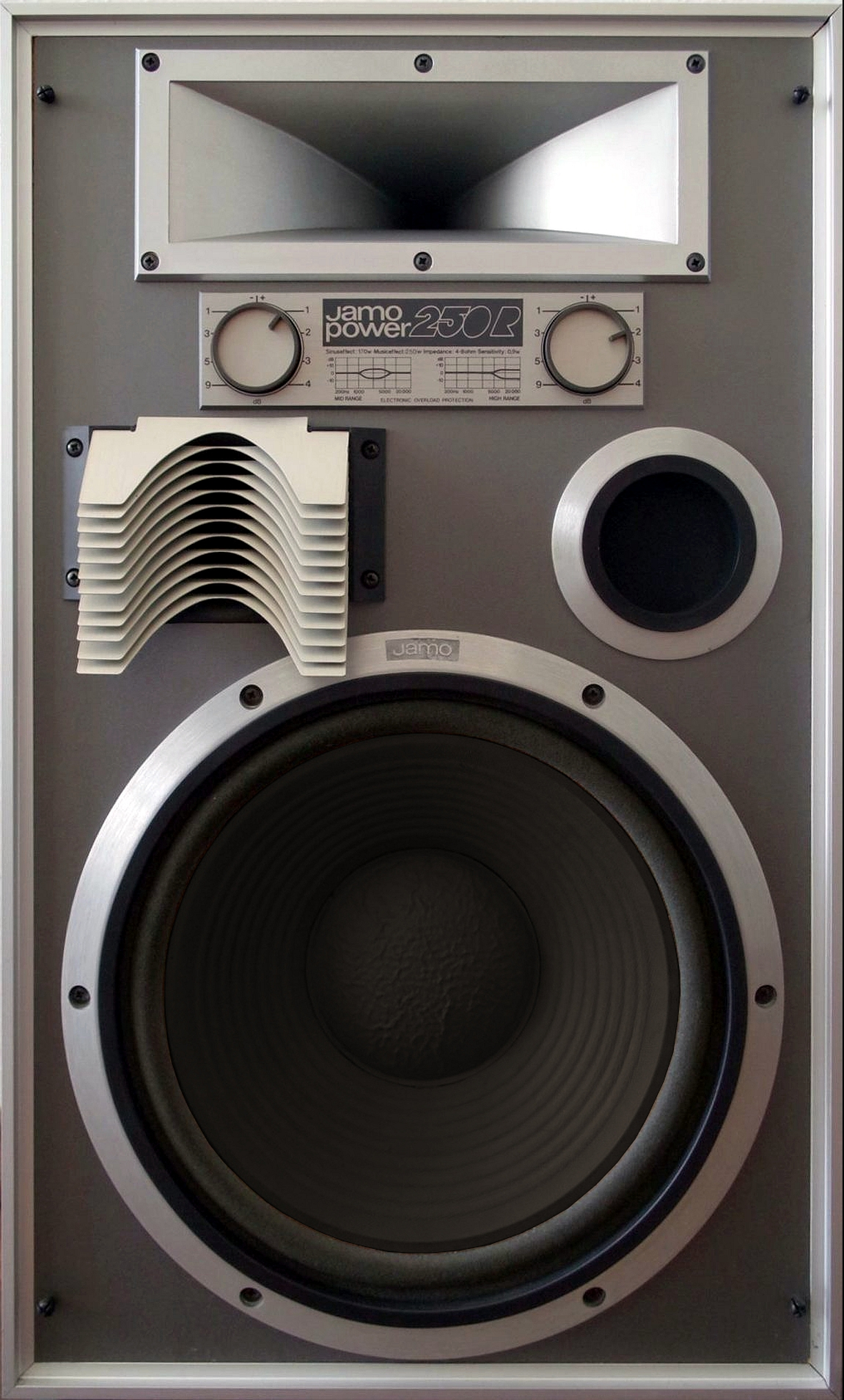
Wegen der diversen Nachteile gibt es kaum HiFi-Lautsprecherboxen für den Heimbereich mit Horntreibern. Eine Ausnahme bildeten etwa Lautsprecher des dänischen Herstellers Jamo aus den 1980er Jahren mit Horntreibern für den Mittel- und Hochtonbereich (hinter dem Diffusor).

Hornlautsprecher, ganz gleich für welchen Frequenzbereich, sind aufwändig und in aller Regel teuer in ihrer Entwicklung und Herstellung. Vor allem Hörner für tiefe Frequenzen sind entweder extrem groß (z. B. 3 m Länge mit 10 m² Mundfläche) oder benötigen eine Wand oder Raumecke als erweiterte Schallführung, was es gestattet, die erforderlichen Abmessungen zu reduzieren (siehe weiter oben unter Raumwinkel). Das schränkt allerdings die Standortwahl ein und kann zu Problemen mit Raummoden führen.
Die durch den verbesserten Strahlungswiderstand vermehrte akustische Kopplung und vermehrte Abstrahlung akustischer Wirkleistung funktioniert auch umgekehrt (reziprok): Raumresonanzen beeinflussen den Horntreiber stark, während direkt strahlende Chassis vom Raum praktisch nicht beeinflusst werden, so dass man elektrische oder mechanische Messungen an diesen in der Regel sogar ohne Absorberkammer und ohne Ausweichen ins Freifeld unternehmen kann.
Jede Art von Schallführung lässt stehende Wellen und somit Resonanzen zu. Solche Resonanzen sind bei Hörnern oft zu beobachten und gerade im Hochtonbereich sehr schwer zu vermeiden. Deshalb wurden sog. Multizellularhörner gebaut. Trotzdem sind bei Direktstrahlern in der Regel wesentlich weniger Resonanzen zu beobachten.
Hörner bilden einen akustischen Hochpass mit z. T. extrem steilem Schalldruckabfall. Die Gruppenlaufzeiteffekte dieses Abfalls sind weit stärker als die von Direktstrahlern.
Bei der unteren Grenzfrequenz lässt die akustische Belastung der Membran stark nach. Gerade die Treiber, die für Hornbetrieb optimiert sind, können bei diesen Frequenzen mechanisch zerstört werden. Solche Horntreiber sollte man niemals ohne Horn betreiben, auch nicht zu Testzwecken. Beim Einschalten von Verstärkern oder bei Überlastung oder durch Fehler können an den Klemmen des Treibers Signale mit tiefen Frequenzen oder gar mit Gleichanteil anliegen (Knall oder Knackse). Ein elektrisches Hochpassfilter (mindestens ein Kondensator in Serie) und ein steiles elektronisches Hochpassfilter ist daher meist unumgänglich, mit allen negativen Auswirkungen für die Gruppenlaufzeit.
Die Verzerrungen eines Chassis oder Treibers sind nicht allein von der Membranauslenkung abhängig, auch bei kleinsten Auslenkungen verbleibt stets ein Rest an Verzerrung. Gerade Hochleistungshörner mit starker Kompression (Druckkammer) haben zusätzliche Verzerrungen durch nichtlineare Luftkompression sowie durch nichtlineare Verformungen der Treibermembran.
Das Horn transformiert die kleine Halsfläche in eine große Mundfläche. Die Situation am Mund ist dieselbe, als wenn ein ebenso großer Direktstrahler eingesetzt würde, dessen Membran die Form der Wellenfront am Hornmund hat. Bei Wellenlängen, die klein gegenüber dem Hornmund sind, treten also Bündelungserscheinungen auf, die bei tieferen Frequenzen in eine kugelförmige Abstrahlung übergehen. Dies engt den nutzbaren Frequenzbereich weiter ein. Diese Gegebenheiten sind weitgehend unabhängig von der Hornkontur, treten also z. B. auch bei den sog. Kugelwellenhörnern auf. Vielfach wird jedoch falsch verstanden, dass solche Hörner am Mund die Situation einer tatsächlichen Kugelwelle (d. h. eines Strahlers, der sehr klein gegenüber der Wellenlänge ist) mit ihrer richtungsunabhängigen Charakteristik wiedergäben. Dies ist nicht der Fall.
Es gibt also eine Reihe von Problemen beim Einsatz von Hörnern. Andererseits sind gute Direktstrahler in normalen Wohnräumen durchaus ausreichend und in der Lage, sogar gehörschädigende Schallpegel zu erzeugen. Dies sind solche Chassis, die durch ihre starken (und somit etwas teureren) Magneten Referenzpegel von 96 dB SPL erzeugen, bei 1 Watt Eingangsleistung in einem Meter Abstand. Es ist sicher richtig, dass typische Erzeugnisse im Vergleich mit nur 86 dB SPL sehr schlechte Wirkungsgrade haben, nämlich nur ein Zehntel davon! Bei richtiger Auslegung vor allem im Tieftonbereich (mehrere Wege) erhält man nicht zu große Aufbauten (< 0,5 m³), die bis zu sehr tiefen Frequenzen (<20 Hz) ohne störendes Klirren spielen. Zudem ist es möglich, den Strahlungswiderstand und zugleich die Pegelfestigkeit von Direktstrahlern durch parallele Anordnungen (Gruppen) zu verbessern. Dem sind dadurch Grenzen gesetzt, dass bei größeren Gesamtabmessungen Bündelungserscheinungen früher einsetzen (was aber auch für Hörner gilt). Die zwingende technische Berechtigung von Hörnern ergibt sich bei etwas größeren Räumen (kleine Hallen), und zwar zuerst bei den Hochtönern, die auf Grund der konstruktiven Anforderungen der geringen Treibermembranmasse und des geringen Durchmessers kaum mehr als 10 Watt Verlustleistung aufnehmen können (auch wenn stets wesentlich größere Zahlen angegeben werden) und somit in solchen Situationen die Anlage begrenzen oder selbst ausfallen.
Ein typischer Hochtöner ohne Horn kann deshalb nur einen Dauerschallpegel von 100 dB SPL erreichen, ein solcher mit Horn jedoch etwa 115 dB. Das ist mehr als der 5,5-fache Schalldruck (L = 20·log(5,65) dB = 15 dB) und somit deutlich wahrnehmbar. Je größer der zu beschallende Raum (bis hin zur Freiluftsituation), desto mehr müssen auch die Chassis für tiefere Frequenzen aus derselben Argumentation mit Hörnern versehen werden. Im Freien kommt noch hinzu, dass man die Richtcharakteristik zusätzlich nutzen muss, um die verlangten Schallpegel überhaupt realisieren zu können. Man ist deswegen sogar gezwungen, ganze Batterien von 20 oder mehr Hörnern zu kombinieren, wobei vertikale Türme oder Stapel bevorzugt werden. Es ist jedoch zu beobachten, dass bei tiefsten Frequenzen auch im Freien wegen ihrer kompakten Abmessungen immer noch Direktstrahler eingesetzt werden, oft massiv parallel, z. B. 40 oder 80 Chassis mit 18 Zoll Durchmesser. Durch elektronische Verzögerungsschaltungen kann die Richtcharakteristik einer solchen Vielzahl von Strahlern zusätzlich geformt werden, um den Schalldruck im erwünschten Bereich zu verbessern und um Abstrahlung in unerwünschte Bereiche zu minimieren. Dies funktioniert in Analogie zu den Achter- oder Nierencharakteristiken von Mikrophonen.

## Horntypen

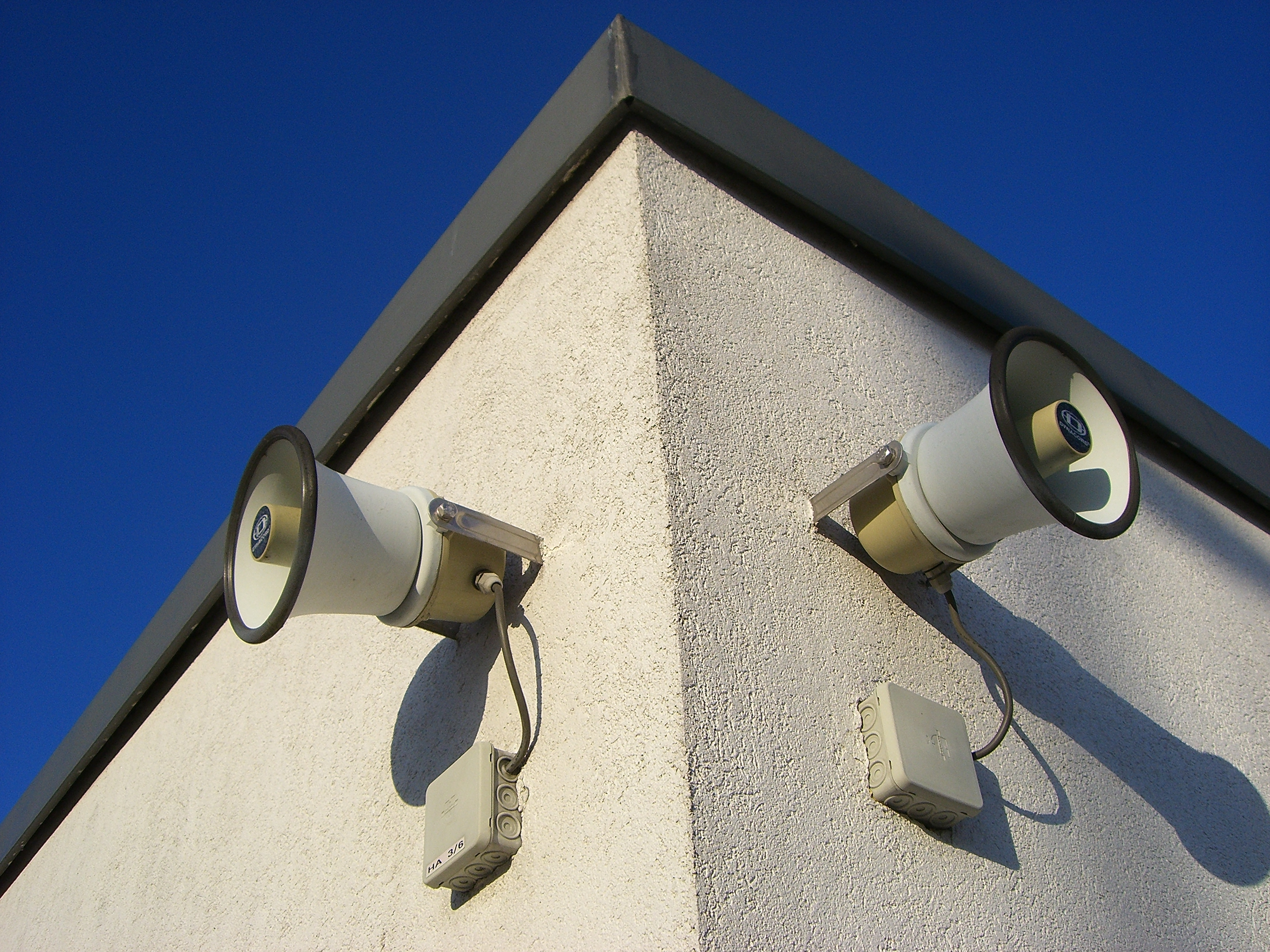
Druckkammerlautsprecher

Die verschiedenen Hörner unterscheiden sich im Wesentlichen durch ihre Geometrie, d. h. durch die Zunahme des Horndurchmessers von der Hals- bis zur Mundöffnung. Das bestimmende Merkmal für die erzielbare untere Grenzfrequenz des Hornes ist dabei die Größe der Mundöffnung. Jede dieser Formen stellt im Grunde eine Approximation dar, um die Partielle Differentialgleichung zur Schallausbreitung unter bekannten Randbedingungen zu lösen. Die Wellengleichung wird effektiv auf ein eindimensionales Problem reduziert. Bei allen analytischen Ansätzen bleibt die praktisch endliche Länge des Horns ein offenes Problem, sodass der Übergang der Schallabstrahlung vom Horntrichter in den umgebenden Raum ad hoc postuliert werden muss.

### Exponentialhorn
Der älteste und am weitesten verbreitete Horntyp ist das Exponentialhorn. Die Querschnittsfläche des Hornes vom Hals zum Mund erweitert sich entsprechend der Exponentialfunktion:
{\displaystyle A_{\mathrm {M} }=A_{\mathrm {H} }\cdot e^{kx}}
mit
{\displaystyle A_{\mathrm {M} }} = Mündungsquerschnitt des Hornes
{\displaystyle A_{\mathrm {H} }} = Halsquerschnitt des Hornes
{\displaystyle e} = eulersche Zahl
{\displaystyle x} = Trichterlänge
{\displaystyle k} als Trichterkonstante ergibt sich aus der Funktion {\displaystyle k={\frac {f_{\mathrm {g} }\cdot 4\pi }{c}}}, wobei {\displaystyle f_{\mathrm {g} }} die angestrebte untere Grenzfrequenz des Horns und {\displaystyle c} die Schallgeschwindigkeit bezeichnet.
Viele Klassiker der Hornlautsprecher arbeiten nach diesem Verfahren. Das Exponentialhorn unterstellt, dass sich der Schall im Horn als ebene Welle ausbreitet und sich auch so vom Hornmund löst.

### Kugelwellenhorn
Die Kontur des Kugelwellenhornes ist eine Traktrix, womit eine sphärische Wellenform im Design vorausgesetzt ist. Das folgt der Überlegung, dass die Wellenform immer senkrecht auf den Hornwänden aufliegen sollte.

### Konisches Horn
Die akustische Impedanz am Hornhals des konischen Horns, die dem Frequenzgang im unteren Frequenzbereich eines Horns weitgehend proportional ist, weist einen vorzeitigen Abfall zu tiefen Frequenzen hin auf. Je nach gewählter Geometrie des zu vergleichenden in Länge, Hals- und Munddurchmesser identischen konischen Hornes und des Exponentialhorns liegt die untere Grenzfrequenz des konischen Horns um wenigstens zwei Oktaven über der des Exponentialhorns. Allerdings ist die Welligkeit im unteren Frequenzbereich deutlich geringer.
Andere Hornkonturen bzw. Regeln der Bestimmung der Querschnittsflächen bewirken entweder ungünstigere Impedanzanpassungen oder einen weitaus welligeren Frequenzgang.